# Morne Larcher
Le morne Larcher est un sommet d'origine volcanique situé sur les communes du Diamant et des Anses-d'Arlet en Martinique.

## Géologie
Le morne Larcher était en activité au Pléistocène, entre −2 et −1 millions d'années. Son éruption s'est déroulée en quatre phases : 
- une phase de coulées d'andésite qui constitue les falaises actuelles de la pointe du Diamant ;
- une phase phréato-magmatiques avec des brèches, visibles au niveau de la carrière de sable de Petite-Anse ;
- une phase explosive avec émission de nuées ardentes ;
- une phase effusive avec les coulées et dômes d'andésite qui constituent le relief actuel[2].

## Activités

### Randonnée
Un chemin de randonnée, reliant Petite-Anse à Anse Cafard, traverse le col entre le sommet et la Croix Diamant. Il permet d'accéder à un point de vue à 400 m d'altitude.

### Protection environnementale
Le site, pour sa géologie volcanique et sa flore, fait partie des aires volcaniques et forestières de la Martinique, proposées depuis 2014 au classement du patrimoine mondial. En outre le versant sud est classé réserve naturelle.

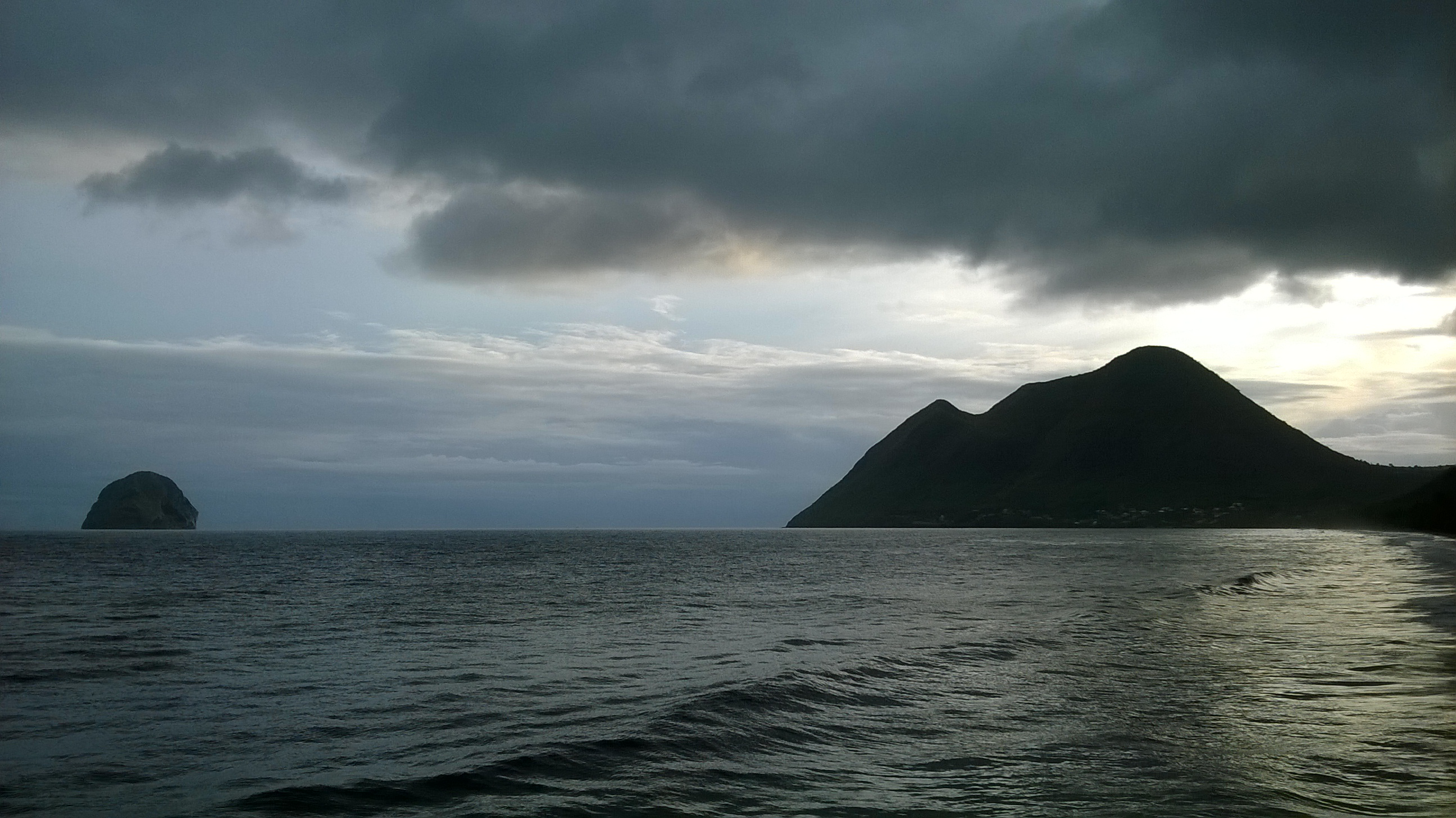
Vue du morne Larcher et du rocher du Diamant. Le morne Larcher constitue la tête de la « femme couchée », nom donné au profil montagneux de la presqu'île de Trois-Îlets.